# Crisi del petroli del 1973

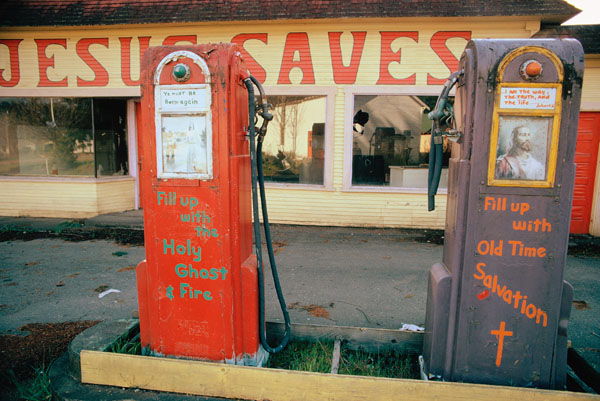
Benzinera abandonada l'hivern de 1973-1974, arran de la Crisi del Petroli, a Potlatch, Estat de Washington, Estats Units

La crisi del petroli del 1973 va ser una crisi econòmica iniciada l'octubre del 1973 quan els membres de l'Organització de Països Àrabs Exportadors de Petroli liderats per l'Aràbia Saudita van proclamar un embargament de petroli. L'embargament es va dirigir a les nacions que es percebia que donaven suport a Israel durant la guerra de Yom Kippur. L'objectiu inicial de l'embargament va ser Canadà, Japó, Països Baixos, Regne Unit i Estats Units, però també es va estendre a Portugal, Rhodèsia i Sud-àfrica.
Al final final de l'embargament, el març del 1974, el preu del petroli havia augmentat un 300%, des dels 3 dòlars el barril als 12 dòlars el barril. Els preus als EUA van ser significativament més alts.
Va suposar la devaluació del dòlar estatunidenc, la reducció de la demanda, la caiguda de la producció i l'increment de l'atur. Tanmateix, l'augment dels preus va estimular molt la inversió en nous jaciments petrolífers, cosa que va donar peu a una oferta abundant i preus baixos durant la dècada següent.

## Font d'energia i de conflictes
Les primeres perforacions es van realitzar el 1859 a Pennsilvània, a càrrec d'un empresari anomenat Edwin Drake. Trenta anys més tard, el procés ja era irreversible; s'extreien més de tres milions de tones de petroli brut a Europa –amb Rússia inclosa– i 6,4 milions als EUA. Des d'aleshores, la seva extracció no ha parat de créixer.

### Càrtel del petroli
La història del petroli com mercaderia va íntimament lligada al nom de John Rockefeller, que el 1883 va organitzar la companyia Standard Oil Trust, la qual va assolir el control del mercat petrolier nord-americà i bona part del mundial. Però la llei antitrust va obligar Rockefeller a diversificar-ne les companyies i crear-ne tantes com Estats de la Unió hi havia. D'aquestes, les tres més importants van ser: l'Standard Oil of New Jersey, l'Standard Oil of California i l'Standard Oil of New York. A l'altra banda de l'Atlàntic dues companyies competien obertament amb les tres anteriors; l'anglo-holandesa Royal Dutch-Shell i la britànica British Petroleum (BP). Aquestes set companyies es disputarien el puixant mercat mundial del petroli fins a la Segona Guerra Mundial, quan noves empreses van començar a ser presents en el mercat mundial del petroli, intentant trencar el monopoli de les set grans companyies. Es tracta de les anomenades companyies independents nord-americanes i, també, de les companyies estatals de diversos països europeus i del Japó. Malgrat el trencament del monopoli mundial del càrtel, aquest continua sent, encara avui, l'eix de producció, el transport, la refinació i la distribució del petroli al món.
La mesura més important en el procés de resistència al càrtel del petroli va ser la creació de l'Organització de Països Exportadors de Petroli el 4 de setembre de 1960 a la Conferència de Bagdad.

## Primera crisi del petroli (1973)

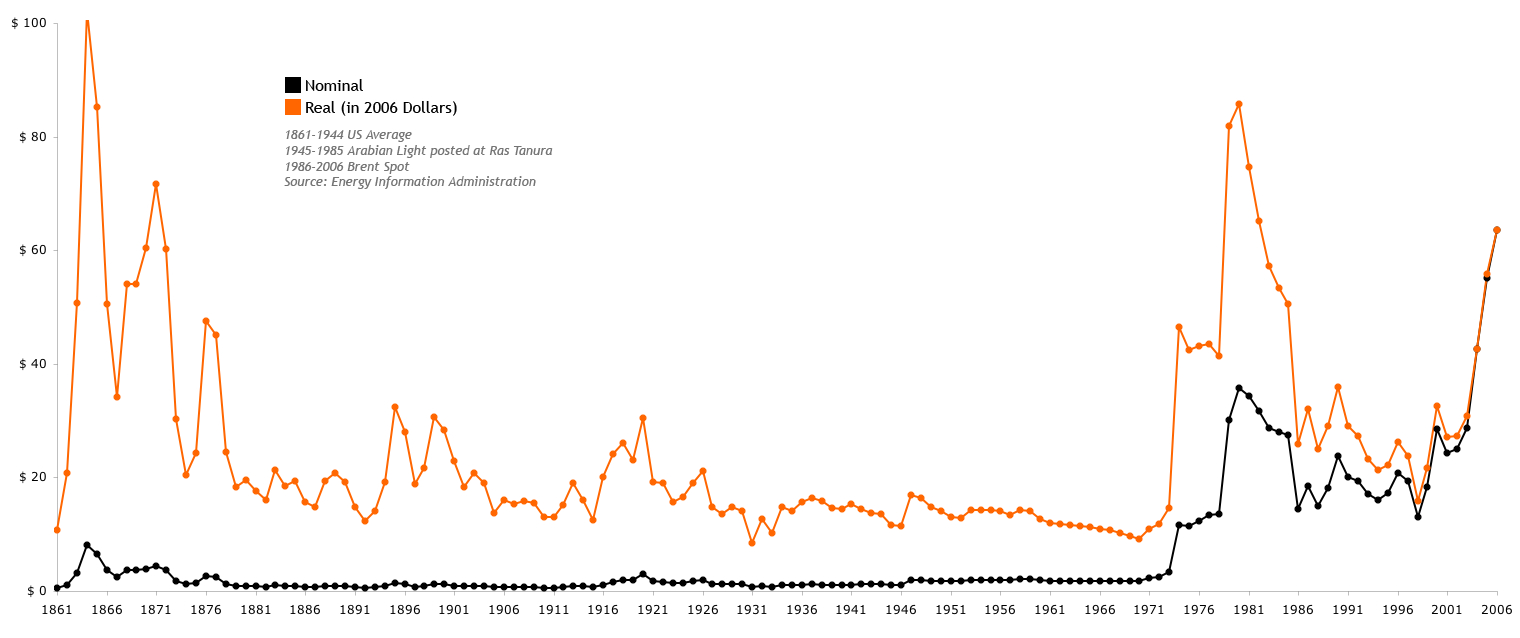
Gràfic de l'evolució dels preus del petroli a llarg termini (1861-2006)

Quan el 1973 els països de l'OPEP van decidir augmentar els preus del petroli, la crisi mundial ja havia començat. En efecte, des del 1967 ja havien aparegut símptomes clars de crisi, i la pugna monetària entre els EUA, el Japó i Europa occidental va ser una de les formes de manifestar-se. Pels economistes convencionals, les anomalies que es produïen eren simples reaccions de reequilibri dels mercats o meres recessions conjunturals, però el cas era que la crisi s'agreujava.
Els augments de preu del petroli i el seu agent decisori, l'OPEP, van venir com l'anell al dit als economistes i als altres publicistes del capitalisme. Com que la crisi no es podia negar, s'havia de buscar un boc expiatori, que va ser identificat amb els països de l'OPEP. Va resultar bastant fàcil fer derivar el malestar de la ciutadania dels països rics vers "els àrabs" i els països productors i exportadors de petroli, els quals, a partir de l'octubre del 1973, van esdevenir els causants aparents de tots els mals dels ciutadans occidentals i, encara més, els causants mateixos de la crisi. D'aleshores ençà, aquesta famosa crisi de superproducció i de sobre acumulació s'ha anomenat "la crisi del petroli".
En el marc general de desajust econòmic internacional, provocat pel deteriorament de la balança comercial nord-americana i els creixents superàvits d'Alemanya i el Japó, i amb uns ritmes de creixement de la productivitat favorables a aquests dos últims països, l'economia mundial va entrar en un procés de crisi i de pugna entre les principals potències occidentals, la qual cosa va provocar la crisi monetària que va originar l'enfonsament del sistema monetari creat el 1944 a la reunió de Bretton Woods. El 15 d'agost del 1971, quan el president Nixon va decidir suspendre la convertibilitat del dòlar, Estats Units vivia un dèficit públic a conseqüència de les despeses militars i creixents de la guerra del Vietnam. Per tant, aquest necessitava llibertat per practicar polítiques més inflacionistes i també per devaluar la moneda si ho necessitava a causa de les dificultats pressupostàries i comercials. La inflació i la desocupació van començar a fer acte de presència i la correlació entre les diferents monedes va deixar de ser l'adequada. Tot això va ocasionar moviments a l'alça dels preus dels productes industrials, que van repercutir negativament en els països importadors de productes industrials, entre els quals hi havia els països petroliers. D'altra banda, la devaluació del dòlar va implicar una caiguda dràstica dels ingressos dels països que efectuaven el comerç internacional amb aquesta moneda. Els països petroliers, altament dependents de les exportacions de petroli, van veure que els ingressos provinents del mercat exterior es reduïen perillosament i, contràriament al que fins llavors era habitual, van reaccionar conjuntament i van elevar els preus del petroli, amb la qual cosa acabava una era d'energia abundant i barata.

### Causes
Les causes directes de la crisi del petroli van ser cinc:
- Les devaluacions del dòlar del desembre del 1971 i del febrer del 1973, que van disminuir considerablement els ingressos per l'exportació de petroli. En vista d'aquesta situació, l'OPEP va decidir a Ginebra (1972) establir un mecanisme d'ajust automàtic entre els preus del petroli i la paritat dòlar/or. La paritat es va convertir, més endavant, en un determinat ajust respecte a l'evolució dels preus dels productes importats dels països centrals.

- L'exhauriment de les reserves petrolieres als EUA, que van passar de ser estimades en 35-40 anys de durada teòrica a ser-ho únicament en 10 anys. Els intents d'evitar l'exhauriment van convertir els EUA en un fort demandant de petroli en els mercats exteriors, la qual cosa va incrementar enèrgicament la pressió de la demanda.

- La intenció d'explotar els jaciments d'Alaska i del mar del Nord va induir les grans companyies petrolieres a acceptar l'alça de preus, perquè això permetia la rendibilitat d'aquestes explotacions.

- L'alça dels preus del petroli, el 1970, en un 200%.

- El fet que els països productors s'adonessin de la pèrdua dels ingressos procedents de l'exportació de petroli. En les reunions de l'OPEP de Teheran, Trípoli i Ginebra, celebrades entre el 1971 i el 1973, es va decidir un augment del preu del petroli brut d'una mitjana de 2 dòlars/barril a 3,5 dòlars/barril.

A més d'aquestes causes de fons, hi havia una raó de caràcter polític: la Guerra del Iom Kippur o del Ramadà, del 1973, en què les potències occidentals, amb els EUA al capdavant, es van alinear amb Israel. Els països àrabs –tant els radicals com els moderats- no van acceptar aquesta actuació i la reacció va ser el llançament d'una actitud col·lectiva al si de l'OPEP per modificar l'statu quo regnant en el mercat petrolier. Així, el 16 d'octubre del 1973, l'OPEP va ordenar l'augment del preu del barril de 3,5 dòlars a 5,5 amb la intenció d'elevar-lo a 11 dòlars el gener del 1974. Aquesta mesura va ser respectada per tots els països de l'OPEP i va ser seguida pels països exportadors de petroli que no eren membres de l'OPEP –Mèxic, Canadà, i altres.-, a excepció de l'URSS, que va conservar el preu de 2 dòlars/barril per als països del CAME.
Aquesta actitud, a més de permetre incrementar els ingressos dels països productors, convertia les grans companyies en entitats subordinades als interessos nacionals i no a l'inrevés, com havia estat fins aleshores. Tot això, però, no va impedir que les grans companyies continuessin incrementant els beneficis i creixent en el rànquing mundial de les empreses multinacionals.
L'increment del preu del petroli va augmentar immediatament el preu de l'energia, els seus productes derivats com els plàstics i els costos de funcionament de les empreses que el feien servir. Això va provocar que la inversió i el consum es reduïssin a la majoria de llocs i que l'economia mundial entrés en recessió i que aquesta fos accentuada per la inflació que va anar accelerant a la majoria de països.
Cal destacar que el petroli havia substituït totalment al carbó en tots els usos energètics i, per tant, la demanda del cru dels països importadors era molt rígida.
Tota aquesta crisi va provocar una pujada a nivell general dels preus. Hem d'afegir-hi la pressió inflacionista mundial que havia estat acumulada des dels anys seixanta amb la fixació dels salaris tot i anar incrementant l'atur. També va incidir l'encariment de totes les matèries primeres, ja que els especuladors anaven acumulant les existències d'aquelles que s'esperaven que els preus augmentessin. A més, des de 1972 hi va haver un seguit de pertorbacions negatives de l'oferta que van fer que els preus agrícoles pugessin i això també va incidir en la inflació. Ens estem referint a les males collites als Estats Units i a la Unió Soviètica.
Molts economistes han parlat estagflació per descriure les condicions econòmiques de 1974-1975. Aquesta paraula combina l'alta inflació i l'estancament de la producció. Podem afirmar que és resultat de dos factors:
- Increment dels preus dels productes, la qual cosa fa augmentar la inflació mentre disminueix la seva oferta i la seva demanda agregada.
- Expectatives d'inflació futura que van fer augmentar els salaris i altres preus, tot i la recessió i el creixement de l'atur.

### Respostes a la crisi
- Països com Suècia i Espanya; els governs d'aquests països pensaven que la crisi seria transitòria i que la pèrdua de capacitat adquisitiva del país es podia solucionar amb el pressupost públic. Els preus del cru no van repercutir directament a la població i l'estat es va conformar amb una disminució dels imposts que cobrava de la venda dels derivats del petroli. Durant el 1974-1975 aquests països van tenir taxes de creixement més superiors, però no van poder escapar-se del xoc petrolífer. D'aquesta forma, no van preparar a la població per cap estalvi energètic ni per una actitud de reacció cooperativa davant l'empobriment. El desequilibri en el pressupost i en la balança de pagaments per l'augment de les subvencions al preu de l'energi va generar un desajust pressupostari, inflació i atur.[5]

- Polítiques de translació dels nous preus al públic, van ser les que van realitzar-se a països com França, Gran Bretanya i Itàlia. Aquestes van consistir a afrontar la crisi amb una voluntat d'estalvi energètic, però la política de rendes va continuar inalterable i els sindicats van aconseguir augmentar els salaris en consonància amb l'augment dels preus. Per quadrar el cicle els governs van haver d'acceptar polítiques inflacionistes.

- En canvi a la República Federal Alemanya i al Japó van acceptar que s'havien empobrit.

Japó va augmentar el preu del petroli i els seus derivats. Una vegada va haver assimilat la nova estructura de preus va tornar a créixer i va desenvolupar sectors poc intensius en energia com l'electrònica de consum.
En la República Federal Alemanya, el Bundesbank va mantenir la inflació, la qual cosa va obligar els agents econòmics a reajustar els ingressos. D'aquesta manera va sortir de la crisi amb una moneda més forta, amb baixa inflació, més competitiva, amb una estructura renovada i alleujada dels sectors més consumidors de cru.
Cal dir que hi havia països que eren autosuficients com els Estats Units i la Unió Soviètica i, per tant, estaven resguardats de la crisi, ja que eren grans productors amb una exposició moderada al comerç exterior. Els Estats Units va superar la crisi amb un esforç d'estalvi energètic discret i la Unió Soviètica va encarir el petroli per augmentar l'esforç exportador i obtenir més guanys en el mercat mundial.
Els països que més van notar la crisi van ser els de l'anomenat Tercer Món o Subdesenvolupats. La crisi de 1973 els va suposar un augment del deute exterior, un fre pel creixement econòmic i un empobriment generalitzat. Tot i això, hi va haver països com Iran, l'Iraq, Algèria, Veneçuela, Indonèsia i Nigèria que van començar programes industrialitzats i de benestar social.
A partir d'aquesta crisi, tot el món industrialitzat va posar en marxa ambiciosos programes de generació tèrmica d'electricitat i d'energia nuclear, la qual cosa va provocar una davallada important de la demanda i del preu del petroli a nivell mundial.